# Jordanka Donkova
Jordanka Donkova (bugarski: Йорданка Любчова Донкова, 26. rujna 1961.) bivša bugarska sprinterica specijalizirana za utrke na 60 i 100 metara s preponama. 
Na Olimpijskim igrama 1988. godine u Seoulu osvojila je zlatnu medalju u disciplini 100 m prepone. Četiri godine kasnije na igrama u Barceloni osvojila je brončanu medalju. Osvojila je ukupno devet medalja na 
europskim prvenstvima na otvorenom i dvorani. Godine 1986. postavila je četiri svjetska rekorda na 100 m prepone. Peti svjetski rekord 12:21 postavila je 1988. godine taj rekord je stajao sve do 2016. godine. Ukupno Donkova ima 16 medalja s velikih atletskih natjecanja.

## Privatni život
Donkova je u djetinjstvu doživjela nesreću u kojoj je izgubila dva prsta na desnoj ruci. Ima troje djece prvo dijete sina Živka rodila je 1991. godine, 1996. godine rodila je blizankinje Danielu i Desislavu.
Nakon Olimpijskih igara 1988. godine, Donkova je dobio ponudu da se natječe za SAD, ali je odbila da promijeni svoju državu te je nastavila predstavljati Bugarsku. 